# Actium testaceum
Actium testaceum är en skalbaggsart som beskrevs av Thomas Casey 1887. Actium testaceum ingår i släktet Actium och familjen kortvingar. Inga underarter finns listade i Catalogue of Life.